# Cinema Nova (Antwerpen)
Cinema Nova gelegen aan de St Bernardsesteenweg te Antwerpen Kiel was een twintigste-eeuwse bioscoop opgetrokken in art-decostijl.

## Geschiedenis

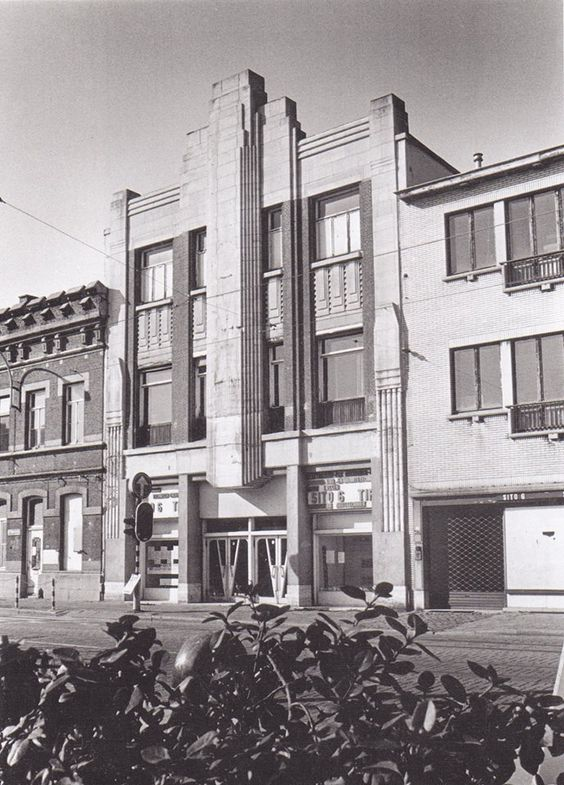
Als onderdeel van Sito 6 - Den Tir

Het gebouw bevond zich op de huisnummers 312-320 tegenover de Abdijstraat, rechts naast Den Tir en links van ijssalon Pinguin. Naast de evenementenzaal waren er ook drie verdiepingen met opbrengstwoningen.

### Dancing
Het was oorspronkelijk een dansgelegenheid onder de naam National en net als vele andere Antwerpse amusementslocaties diende het de evolutie van zijn tijd te volgen. Het werd daarom rond 1929 omgevormd tot bioscoop naar een ontwerp van architect Ferdinand Frans Leopold Van Mierlo, die ook meerdere verbouwingen van de Appolon in de Brederodestraat op zijn naam heeft.

### Bioscoop
De bioscoop bood plaats aan 800 bezoekers en werd voornamelijk bezocht door de bewoners van de lokale wijk Kiel. De tramlijnen 4, 12 en 24 en hun aangrenzende halte zorgden ook voor bezoekers uit andere wijken. Scholen uit de buurt organiseerden ook al wel eens een klassikaal filmbezoek aan de Nova. 
Tijdens Wereldoorlog II werd het open ingangsportaal beschadigd. Kort na de oorlog in 1946 werd het hersteld en omgevormd tot een gesloten inkomhal naar een ontwerp van architect Renaat Braem.
Op de middenzuil boven de inkom prijkten de vier letter van de naam N O V A. Deze werden na het einde van de bioscoopfunctie verwijderd.

### School
Na de sluiting van de bioscoop werd het gebouw in de jaren 90 als uitbreiding toegewezen aan het aangrenzend Stedelijk Instituut voor Technisch Onderwijs SITO 6.

### Shopping Den Tir
Uiteindelijk werd het gebouw afgebroken en dient de locatie nu als parking en ruimte voor het ernaast gelegen shoppingcenter Den Tir